# Personaje jugador (videojuegos)
En los videojuegos de rol un personaje jugador (término abreviado a veces con las siglas «PJ» y tomado del término utilizado en los juegos de rol tradicionales) es un personaje ficticio controlado por uno de los jugadores en el curso de una sesión del videojuego. El resto de personajes, que el director de juego hace intervenir en cada una de las sesiones de juego, son los personajes no jugadores.
Algunos juegos de video sólo tienen un personaje del jugador, los demás, especialmente los de dos jugadores tienen dos, o de otro pequeño número de personajes de los jugadores para elegir, uno para cada jugador. Cuando más de un personaje del jugador está disponible, los personajes pueden tener poca o completamente diferentes, fortalezas y debilidades para hacer que el estilo del juego sea diferente. Juegos como el juego de lucha suelen tener una mayor cantidad de personajes de los jugadores para elegir, con algunos movimientos básicos a disposición de todos o casi todos los personajes y algunos movimientos únicos sólo disponibles para uno o algunos personajes. Los juegos de lucha a menudo no tienen única  niveles para viajar a través del combate sólo, así que tener muchos personajes diferentes contra los que jugar, que poseen diferentes movimientos y habilidades es necesario para crear una variedad de juego más grande que otros juegos pueden conseguir con diferentes niveles.

## Descripción

### Avatares
El personaje de un jugador a veces puede estar basado en una persona real, especialmente en juegos de deportes en que se utilizan los nombres y semejanzas de los deportistas reales. Personajes históricos y los líderes a veces puede aparecer como personajes también, sobre todo en juegos de estrategia o de construcción de imperios como en la serie de ordenador Civilization de Sid Meier de una serie en ordenador. Poseen características que curiosamente, en el caso de la civilización, que un jugador histórico elegido es el mismo durante todo el transcurso del juego a pesar de que una  campaña puede durar varios cientos de años antes y después del curso de la vida del personaje histórico real. Este personaje del jugador es más propiamente un  Avatar ya que el nombre del personaje del jugador y la imagen suelen tener poco que ver con el juego en sí. Los avatares también se ven comúnmente en las simulaciones de juegos de casino.

### Los juegos de rol
En los juegos de rol, tales como Calabozos y Dragones o Skyrim, un jugador por lo general crea o adquiere la identidad de un personaje que puede no tener nada en común con el jugador. El personaje es por lo general de una determinada (a menudo ficticias) raza y clase (como el guerrero o hechicero), cada uno con fortalezas y debilidades. Los atributos de los personajes (por ejemplo, la magia y la capacidad de la lucha) se presentan como valores numéricos que pueden ser mayores a medida que el jugador progresa y gana puntos de rango y experiencia al lograr objetivos o luchar contra enemigos.

### Juegos de Aventura
En muchos videojuegos, y especialmente en los juegos de disparos en primera persona, el personaje del jugador es una persona anónima, sin ninguna característica notable o incluso trasfondo. Normalmente, esto es hecho intencionalmente por los creadores del juego para que el jugador pueda simplemente imaginarse a sí mismo en la aventura sin estar obligado a interpretar un personaje que es de una edad diferente, raza, sexo u origen. "El extranjero" de la franquicia  Myst es un personaje de este tipo. En la mayoría de estos juegos, el personaje del jugador no tiene diálogo en pantalla y los personajes no jugadores por lo general se ocuparán del jugador, como si ellos no esperaran de él una respuesta verbal. Nunca se llama al personaje del jugador por su nombre y siempre se trata al jugador en una forma neutral al género. Esto también se encuentra frecuentemente en juegos de estrategia en tiempo real como Dune 2000 y Emperador: Battle for Dune. En estos juegos, la única indicación real de que el jugador tiene un personaje (en lugar de un estado omnipresente), es la de las escenas cinemáticas durante las cuales al personaje se le está dando un informe de la misión o de seguimiento, el jugador suele abordarse como "general", "comandante", u otro grado militar. En la cultura del juego, tal personaje se llamaba Persona aventurera sin edad, sin rostro, neutral en cuanto al género, culturalmente ambiguo, abreviado como AFGNCAAP (que se pronuncia "Afgan-cap"), un término que se originó en Zork: Grand Inquisidor donde se utiliza para referirse a satíricamente al jugador. Estos juegos también son conocidos por su falta de espejos en los que un jugador pueda mirar directamente.

## Personajes no jugadores y secretos
En contraste, un personaje no jugador (a menudo abreviado como APN) es un personaje en un juego cuyas acciones no están bajo el control del jugador. Personajes no jugables pueden ser simples espectadores, competidores,  patrones, o puedan existir para ayudar al progreso del jugador en el juego.
Un personaje secreto puede ser un personaje jugable en un juego de video disponible después de completar el juego, o cumplir con otros requisitos. En algunos juegos de video, los personajes que no son secretos, pero solo aparecen como personajes no jugadores como patrones o enemigos se convierten en personajes jugables, después de completar ciertos requisitos, o, a veces haciendo trampa.